# Sielco (rejon łokniański)
Sielco (ros. Сельцо) – wieś (ros. деревня, trb. dieriewnia) w zachodniej Rosji, w wołoscie Podbieriezinskaja (osiedle wiejskie) rejonu łokniańskiego w obwodzie pskowskim.

## Geografia
Miejscowość położona jest nad rzeką Łować (dopływ Łokni), przy drodze regionalnej A-122, 2 km od centrum administracyjnego osiedla wiejskiego (Podbieriezje), 34 km od centrum administracyjnego rejonu (Łoknia), 172 km od stolicy obwodu (Psków).

## Demografia
W 2010 r. miejscowość zamieszkiwało 78 osób.